# 大谷吉治
大谷吉治是安土桃山時代至江戶時代前期的武將。他是大谷吉繼的兒子（也有一說是弟弟）。諱為吉胤（よしたね）或吉勝（よしかつ）等。官位為大學助，兒子為吉之。真田信繁是他的義兄。

## 生涯
慶長2年（1597年）9月24日，當豐臣秀吉與德川家康等人造訪伏見的大谷吉繼宅邸時，因吉繼的病情惡化，由大谷吉治代為接待饗宴。而這次饗宴的目的，顯然是為了向眾人介紹吉繼的繼承人。
慶長3年（1598年），在豐臣秀吉逝世後，大谷吉治作為形見分得了「鐘切之刀」。
慶長4年（1599年），大谷吉治奉德川家康之命，與已失勢的石田三成的內衆一同出兵越前。
慶長5年（[600年）的關原之戰中，大谷吉治與其父大谷吉繼一同加入西軍。吉治先在北陸阻止前田軍勢的行動，隨後轉往關原戰場。戰鬥期間，小早川秀秋率軍背叛西軍，並對大谷隊發動攻擊。儘管大谷隊奮勇作戰，但最終部隊全滅，吉繼亦選擇自盡。吉治則逃往敦賀，試圖伺機東山再起。然而，由於敦賀城的留守居出現不穩定的動向，吉治不得不放棄計劃，最終逃往大坂。此事記載於軍記類文獻中。
慶長19年（1614年），大坂之陣爆發後，大谷吉治應召進入大坂城。據記載，吉治被豐臣方任命為隊長，負責指揮100名士兵。
慶長20年（1615年）5月，大谷吉治參加了道明寺之戰。在天王寺岡山之戰中，他隸屬於真田信繁隊，於前線奮戰。然而，在與越前福井藩的松平忠直軍交戰時，遭到忠直家老本多富正的部下擊殺，最終戰死。

## 子孫
戰後，大谷吉治的兒子吉之據說選擇歸農。然而，另有異說認為吉治的長子名為大谷吉刻，並於元和6年（1620年）撰寫了一份記錄大谷氏家系的文書，聲稱其家系源自桓武平氏。此外，據傳在其子孫家中保存有一些相關文物，例如立花家提供的文書，以及據說是吉繼的甥侄、僧人祐玄帶走吉繼首級時所使用的包裹布，一塊帶有唐草綾紋的片袖布。然而，由於在大友家中並未發現任何以桓武平氏大谷姓為名的家臣，這些記載的可信度被認為較低。
另一方面，討取吉治的福井藩在戰後收留了吉治的甥侄大谷重政，並將其納為家臣。

## 吉治的身份
關於大谷吉治的身份，其在豐臣政權下的記錄較少，僅在政權末期及大坂之陣中能確認其存在。一般認為吉治是大谷吉繼的嫡子，若此說成立，其生年應為天正8年（1580年）前後。然而，亦有其他說法，例如西笑承兌記載吉治為吉繼的親弟弟，同時為其養子。在慶長2年（1597年）9月24日的記錄中，提到豐臣秀吉造訪大谷宅邸時，隨行者中包括「養子大學介、舍弟及其他長男等共78人」。
此外，大坂之陣時參戰的土屋知貞記錄吉治的年齡為「約50歲」。然而，若吉治為吉繼之子，且吉繼生於永祿10年（1567年），則吉治在大坂之陣時應不可能已達50歲。因此，吉治作為吉繼弟弟或養子的可能性較大。然而需要注意的是，土屋知貞屬於東軍武將，其記錄可能存在誤解或可信度上的疑問。
綜上所述，吉治的身份仍存爭議，無法完全確定其為吉繼的親生子、養子或弟弟。

## 腳註
1. 1 2 3 4  奧村徹也〈大谷刑部的家族與一族〉，花ヶ前盛明 2000，p.61
2. ↑  外岡 2016，第64頁.
3. ↑  石畑匡基. . 日本歴史. 2012, (772号).
4. ↑  外岡 2016，第79頁.
5. ↑  奧村徹也〈大谷刑部的家族與一族〉，花ヶ前盛明 2000，第66頁
6. ↑  《土屋知貞私記》[5]
7. ↑  《日用集》《鹿苑日錄》[1]
8. ↑  《土屋知貞私記》[1]